# 美国参与的政权更迭 (冷战后期)
美国参与的政权更迭包括公开或秘密的旨在更改、更替、延续外国政权的行为。
二战结束后，美国政府在冷战背景下与苏联争夺全球领导权、影响力和安全感。在艾森豪威尔政府时期，美国政府担心苏联所支持的政府会损害美国的国家安全，并倡导多米诺骨牌理论，后来的总统也纷纷跟随艾森豪威尔这一理论。随后，美国将其行动区域扩大到了传统的行动区域——中美洲和加勒比地区之外。重要的行动包括美国和英国精心策划的1953年伊朗政变、1961年针对古巴的猪湾入侵，以及支持苏哈托将军在印度尼西亚推翻苏加诺。此外，美国还干预了多国的国家选举，包括1948年在意大利、1953年在菲律宾、1950-60年代在日本，以及1957年在黎巴嫩。根据一项研究，在1946年至2000年期间，美国对外国选举进行了至少81次公开和秘密的干预。另一项研究发现，美国在冷战期间尝试进行了64次秘密的和6次公开的政权更迭。

## 1970年代

### 1970年：柬埔寨
在1955年柬埔寨大选中上台的诺罗敦·西哈努克亲王，多年来一直通过与中国和北越友好，使柬埔寨远离越南战争，并将左翼政党纳入主流政治。然而，1967年发生了左翼起义，奉行共产主义的红色高棉于次年开始叛乱反对亲王。在1968年的春节攻势之后，西哈努克开始相信北越将会输掉这场战争，因此他改善了与美国的关系。亨利·基辛格建议西哈努克批准美国在1969年轰炸柬埔寨境内的北越目标，但这受到了其它消息来源的强烈质疑。
1970年3月，在柬埔寨国民议会通过不信任投票后，西哈努克被右翼将军朗诺废黜。该行动遵循了柬埔寨的宪法程序，大多数报道都强调柬埔寨的参与者在西哈努克被驱逐中的重要地位。历史学家对美国的参与程度及是否预先知道废黜的结果存在分歧，但正在形成的共识认为美国军事情报部门有一定的罪责。有证据表明，“早在1968年末”，朗诺就向美国军事情报部门提出了发动政变的想法，以获取美国的同意和军事支持，从而对西哈努克亲王及其政府采取行动。政变进一步破坏了该国的稳定，并引发了多年的内战。战争的一方是右翼的高棉共和国，由美国通过加强轰炸支持；另一方是红色高棉军队，由越南人民军支持。共产党最终占领了金边，赢得了内战的胜利，并建立了民主柬埔寨。

### 1970－1973年：智利
在1960至1969年间，苏联政府每年资助智利共产党5万至40万美元。
美国政府在智利开展了一项心理战行动，从1963年直到1973年政变，而中情局参与了在此期间的每一次智利选举。在1964年智利总统选举中，美国政府提供了260万美元资助基督教民主党的总统候选人爱德华多·弗雷·蒙塔尔瓦，以阻止萨尔瓦多·阿连德和智利社会党获胜。美国还利用中情局提供了1200万美元资助商业利益，用来诋毁阿连德的声誉。:38－39 克里斯蒂安·C·古斯塔夫森（Kristian C. Gustafson）写道：
It was clear the Soviet Union was operating in Chile to ensure Marxist success, and from the contemporary American point of view, the United States was required to thwart this enemy influence: Soviet money and influence were clearly going into Chile to undermine its democracy, so U.S. funding would have to go into Chile to frustrate that pernicious influence.[很明显，苏联在智利展开行动是为了确保马克思主义的成功，而从当代美国人的角度来看，美国必须阻止敌人这种影响：苏联的资金和影响力显然正在进入智利以破坏其民主，所以美国资金就不得不进入智利以挫败这种不良影响。]
智利陆军总参谋长勒内·施奈德是一名致力于维护宪法秩序的将军，被认为是“寻求发动政变军官的主要绊脚石”。在阿连德就职之前的1970年10月19日，在中情局的支持下，卡米洛·瓦伦苏埃拉将军试图绑架施奈德，但未能成功。三天后，在罗伯托·维奥将军的领导下，再次试图绑架施耐德，但却导致施耐德丧生。就职典礼以后，右翼占多数的智利国会与阿连德之间发生了旷日持久的社会和政治争吵，华盛顿也发动了经济战。美国总统理查德·尼克松曾承诺“让经济一飞冲天”（make the economy scream），以“阻止阿连德上台或推翻他”。
1973年9月11日，智利军队和国家警察推翻了阿连德总统，奥古斯托·皮诺切特政权掌权。中情局通过FUBELT计划（又称第二轨道）秘密工作，为政变准备条件。美国最初否认有任何参与，但此后几十年中，许多相关文件已被解密。

### 1971年：玻利维亚
美国政府支持了由乌戈·班塞尔将军领导的1971年政变，推翻了玻利维亚总统胡安·何塞·托雷斯，而托雷斯在前一年也是通过政变上台的。托雷斯召集“Asamblea del Pueblo”（人民大会），其中的代表来自社会特定行业部门（矿工、工会教师、学生、农民），这通常被认为是在左翼的方向上领导国家，因此令华盛顿不悦。
班塞尔从1971年8月18日开始策划了一场军事起义，并于8月22日成功掌权。美国随后向班塞尔独裁政权提供了广泛的军事援助及其它援助。托雷斯逃离玻利维亚后，在1976年被绑架并杀害，这也是兀鹰行动的一部分。兀鹰行动是美国支持的南美右翼独裁者的政治迫害和国家恐怖主义运动。:22、23

### 1974－1991年：埃塞俄比亚

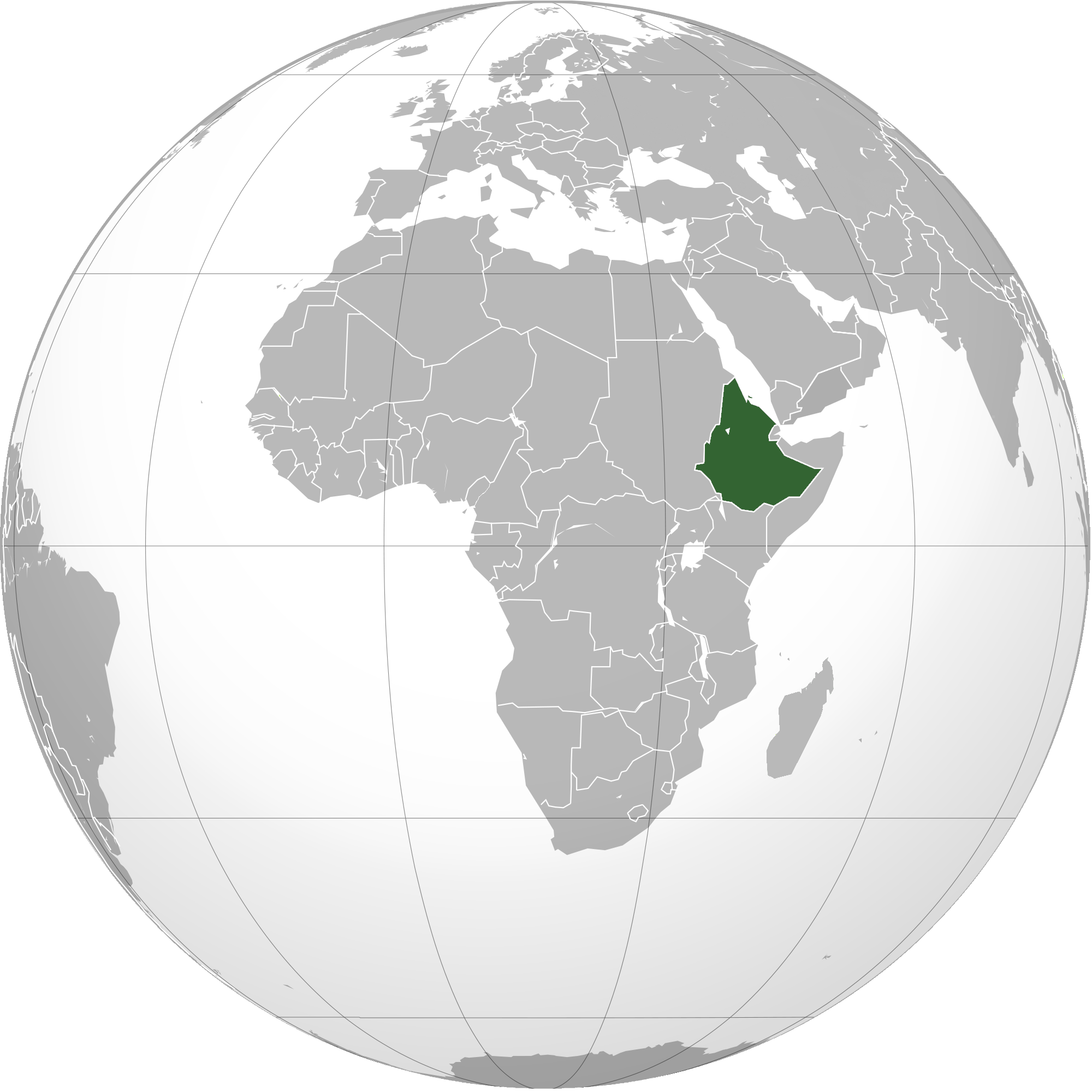
埃塞俄比亚，厄立特里亚独立之前

1974年9月12日，君主立宪制的埃塞俄比亚帝国的皇帝海尔·塞拉西一世，在一场政变中被皇帝设立的调查埃塞俄比亚国防军的组织德尔格推翻。由独裁者门格斯图·海尔·马里亚姆领导的德尔格变成了马列主义者，并与苏联结盟。许多反叛团体起来反对德尔格，包括保守派、分离主义团体和其它马列主义团体。这些团体都会得到美国的支持。
1980年代后期，叛乱分子和厄立特里亚分离主义分子在反政府方面开始有所收获。德尔格于1987年自行解散，并以埃塞俄比亚工人党（WPE）的名义，领导建立了埃塞俄比亚人民民主共和国（PDRE），以维持其统治。1990年，埃塞俄比亚政府开始崩溃，于是苏联停止了对它的支持，而美国则继续支持叛军。1991年，门格斯图·海尔·马里亚姆辞职并逃离，埃塞俄比亚人民革命民主阵线（EPRDF）的叛军接管了该国，该阵线是一个由左翼民族反叛团体组成的联盟。尽管美国反对他，美国大使馆还是帮助马里亚姆逃到了津巴布韦。PDRE解散了，取而代之的是由提格雷人民解放阵线领导的埃塞俄比亚过渡政府，开始向议会民主过渡。

### 1975－1991年：安哥拉
1960年代开始，安哥拉独立战争爆发，这是一场反对葡萄牙殖民统治的叛乱，参与叛乱的组织主要是安哥拉人民解放运动（安人运）和安哥拉民族解放阵线（安解阵）。1974年，葡萄牙右翼军政府在康乃馨革命中被推翻。新政府承诺让其殖民地独立，也包括安哥拉。1975年1月15日，葡萄牙签署《阿尔沃尔协定》，使安哥拉独立，并成立过渡政府，过渡政府包括了安人运、安解阵和争取安哥拉彻底独立全国联盟（安盟）。过渡政府由葡萄牙高级专员（Portuguese High Commissioner）组成，协定中的三个安哥拉党派各出一名代表组成总理委员会（Prime Ministerial Council，简称PMC）来进行统治，三名代表轮流担任总理。
然而，各个独立团体开始互相争斗。安人运是一个左翼团体，正在向另外两个主要反叛团体安解阵和安盟推进。安盟的领导人若纳斯·萨文比是前安解阵战士和毛主义者，他最终在意识形态上变成资本主义者，并使安盟变成资本主义激进组织。中国、南斯拉夫、古巴和苏联送出武器和军队支持安人运，而南非则派出军队支持安解阵和安盟。到1975年12月葡萄牙人正式撤军时，安人运已经控制了十余个省会，并在罗安达宣布成立一党制国家安哥拉人民共和国；而安盟和安解阵则控制了的五个省会城市，在万博宣布成立安哥拉民主人民共和国。
美国通过IA功能行动暗中支持安盟和安解阵。1975年7月18日，杰拉尔德·福特总统在受到中情局和国务院官员异议的情况下，仍然批准了该计划。助理国务卿纳撒尼尔·戴维斯因为反对该计划而辞职。该计划开始于独立战争结束时，并随着1975年11月内战开始而继续。最初的资金是600万美元，但在7月27日增加了800万美元，8月又增加了2500万美元。1976年，该计划被国会曝光并谴责。《克拉克修正案》被加入到美国1976年《武器出口管制法案》，结束了该行动，并限制了在安哥拉的参与。尽管如此，时任中情局局长乔治·赫伯特·沃克·布什（老布什）承认，对安解阵和安盟的一些援助仍在继续。到吉米·卡特总统任期，对这些组织仍在继续有限的支持。安解阵解体后，则只剩下了安盟。

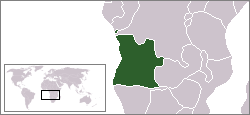
安哥拉的位置

1986年，罗纳德·里根提出了里根主义，呼吁为世界各地的反共势力提供资金，以“反击”苏联的影响力。里根政府游说国会废除《克拉克修正案》，最终该法案于1985年7月11日被废除。1986年，安哥拉战争成为主要的冷战代理人冲突。萨文比在美国的保守派盟友游说增加对安盟的支持。1986年，萨文比访问了白宫，之后里根批准了2500万美元的援助，包括输送FIM-92毒刺便携式防空导弹。
在老布什成为总统后，对萨文比的援助仍在继续。萨文比开始依靠布莱克、马纳福特与斯通公司游说以获得援助。他们游说布什政府增加对安盟的援助及武器。萨文比还在1990年会见了布什本人。1991年，安人运和安盟签署了《比塞斯协定》，结束了美苏对战争的参与，开启了多党选举，并建立了安哥拉共和国，而南非则退出了纳米比亚。

### 1975－1999年：东帝汶
1975年11月28日东帝汶宣布脱离葡萄牙而独立。9天后，印度尼西亚以反殖民主义为借口入侵东帝汶，实际目的是推翻前一年出现的革阵政权。入侵前一天，美国总统杰拉尔德·福特和国务卿亨利·基辛格会见了苏哈托将军，苏哈托表明打算入侵东帝汶。福特表示：“我们会理解，不会在这个问题上向你施压。我们理解你的问题和你的意图。”福特支持印尼入侵东帝汶，因为他认为东帝汶对美国意义不大，可以被印度尼西亚－美国关系取代。1975年早些时候西贡沦陷，使印尼成为美国在东南亚最重要的盟友，因此福特认为与印尼站在一起符合美国利益。
在入侵期间，美国提供的武器对印尼至关重要，印尼军队使用的大部分军事装备都是由美国提供的。在印尼占领东帝汶期间，美国持续对其进行军事援助，直到1999年东帝汶独立公投。2005年东帝汶接受、真相与和解委员会得出结论：“[美国的]政治和军事支持是入侵和占领东帝汶的基础。”

### 1976年：阿根廷

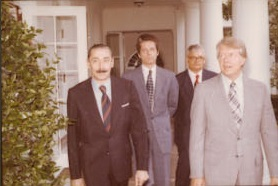
1977年魏地拉与吉米·卡特会晤

伊莎贝尔·庇隆在1973年9月阿根廷总统选举中当选为阿根廷总统，但在1976年阿根廷政变中被阿根廷军队推翻。豪尔赫·拉斐尔·魏地拉将军开始了其军事独裁统治，直至1983年，史称国家重组进程。政变行动及其后的专制政权均得到了美国的认可和支持，:215:96－97亨利·基辛格在独裁统治期间对阿根廷进行了多次正式访问。西班牙法官巴尔塔萨·加尔松称，基辛格是该政权危害人类罪的见证人。

### 1979－1992年：阿富汗
1978年阿富汗四月革命后，建立了阿富汗民主共和国，这是一个由苏联支持的、由阿富汗人民民主党领导的一党制社会主义国家。美国政府发起旋风行动，向一些军阀和几个被称为阿富汗圣战者的吉哈德游击队派系提供武器和资金支持，试图颠覆阿富汗民主共和国。该计划从1979年7月3日向圣战者提供的695,000美元名义上的“非致命”援助开始，在1979年12月苏阿战争爆发后升级。通过阿富汗邻国巴基斯坦的三军情报局，美国向阿富汗游击队提供训练、武器和资金援助。中情局提供的第一批武器是1979年12月运出的老式李-恩菲尔德步枪，但到了1986年9月该计划则包含了美国原产的最先进武器，例如FIM-92毒刺地对空导弹。:58、149－150、337
阿富汗阿拉伯人也“通过三军情报局和抵抗组织间接受益于中情局的资助”。有些伊斯兰军官成为中情局最大的阿富汗受益者，如贾拉勒丁·哈卡尼和古勒卜丁·希克马蒂亚尔，他们多年来都是奥萨马·本·拉登的主要盟友。根据英国前外交大臣罗伯特·库克以及其它消息来源的说法，中情局资助的一些武装分子后来成为了基地组织的一部分，其中也包括本·拉登。尽管有这些及类似的指控，但并没有直接证据表明在苏阿战争期间，中情局曾联系过本·拉登或其核心圈。:87
根据1991年9月与苏联达成的关于结束任何一方对阿富汗的外部干预的协议，美国对圣战者的支持于1992年1月结束。到1992年，美国、沙特和中国对圣战者的援助总额估计为60－120亿美元，而苏联对阿富汗的军事援助价值为360－480亿美元。其结果是一个全副武装、军事化的阿富汗社会：一些消息来源称，在1980年代，作为个人武器的目的地，阿富汗在世界上名列前茅。:232－233、238

## 1980年代

### 1980－1989年：波兰
自1952年波兰人民共和国宪法颁布后，波兰一直是一党制的社会主义国家，即波兰人民共和国。1980年组建的团结工会，在1980年代逐渐成为反对派的大本营。罗纳德·里根政府支持团结工会，并根据中央情报局的情报开展了一场公关活动，以阻止吉米·卡特政府所预估的“大批苏联军队进入波兰”。迈克尔·赖斯曼（Michael Reisman）和詹姆斯·E·贝克认为在波兰的行动是中情局在冷战中的秘密行动之一。波兰总参谋部高级官员理查德·库克林斯基上校曾秘密向中情局发送报告。中情局每年向团结工会提供大约200万美元的现金，五年内总共提供了1000万美元。中情局和团结工会之间没有直接联系，所有资金都通过第三方渠道供给。中央情报局官员被禁止与团结工会领导人会面，中情局与团结工会积极分子的联系要弱于美国劳工联合会和产业工会联合会（劳联-产联），劳联-产联从其成员筹集了30万美元，用来直接向团结工会提供材料和现金，但无法控制团结工会如何使用。美国国会授权美国国家民主基金会向团结工会拨付了1000万美元以促进民主。
然而，1981年12月波兰开始实施戒严时，团结工会并未提前收到警告。对此的潜在解释各不相同：一些人认为戒严让中情局措手不及，而另一些人则主张，美国的政策制定者认为波兰的内部镇压比“苏联武力干预”更容易应对。中情局对团结工会的支持包括资金、设备和培训，由特种作战部门协调。美国众议院情报委员会成员亨利·海德表示，美国提供了“秘密报纸、广播、宣传、资金、组织帮助和建议等各方面的物资和技术援助”。中情局秘密行动的初始资金为200万美元，但此后不久额度就提高了，到1985年中情局成功渗透到了波兰。

### 1981－1982年：乍得
1975年，第一次乍得内战期间，乍得军方推翻了弗朗索瓦·托姆巴巴耶，并任命费利克斯·马卢姆·恩加库图为国家元首。侯赛因·哈布雷被任命为总理，但他在1979年2月试图推翻政府，失败后被迫下台。1979年，马卢姆辞职，古库尼·韦戴成为国家元首。韦戴同意与哈布雷分享权力，任命他为国防部长，但很快便重燃战火。哈布雷于1980年被流放到苏丹。
当时美国政府需要一座堡垒来反对利比亚的穆阿迈尔·卡扎菲，并将利比亚南边的邻国乍得视为一个不错的选择。乍得和利比亚不久前签署了一份协议，试图结束他们之间的边界冲突，并“努力实现两国之间的全面团结”，但美国对此表示反对。美国还认为韦戴与卡扎菲过于接近。哈布雷已经变得亲西方及亲美，并且反对韦戴。当他在1981年回国继续战斗时，得到了里根政府通过中情局提供的秘密支持，并于1982年6月7日推翻了古库尼·韦戴，自己成为了乍得的新总统。
哈布雷上台后，中情局继续支持他，包括培训和武装乍得臭名昭著的文件和安全局（DDS）。美国还在丰田战争中，支持乍得，反对利比亚。

### 1981－1990年：尼加拉瓜
桑地诺民族解放阵线（桑解阵）于1979年推翻了亲美的索摩查家族。起初，卡特政府试图与新政府友好，但随后的里根政府采取了更加反共的外交政策。1981年1月，里根立即切断了对尼加拉瓜政府的援助，并于1981年8月6日签署第7号国家安全令，授权为该地区生产武器，及向该地区运送，但不允许部署。1981年11月17日，里根签署第17号国家安全令，允许秘密支持反桑地诺势力。随后美国政府秘密武装、训练和资助康特拉。这是一群以洪都拉斯为基地的反叛战士，他们企图推翻尼加拉瓜政府。作为培训的一部分，中情局向康特拉分发了一份详细的手册，题为《游击战中的心理战》，指导康特拉如何炸毁公共建筑、暗杀法官、制造恐怖袭击、敲诈平民。除了支持康特拉，美国政府还炸毁多座桥梁，在港口布设水雷，造成至少七艘商船受损，也炸毁了许多尼加拉瓜渔船。据尼加拉瓜政府称，他们还袭击了科林托港，造成112人受伤。
美国的博兰修正案规定，政府为康特拉活动提供资金为非法。其后，里根政府秘密向伊朗政府出售武器，以资助一个秘密的美国政府机构，通过其继续非法资助康特拉，后败露，被称为伊朗门事件。即使在尼加拉瓜桑解阵政府赢得了1984年选举之后，美国仍继续武装和训练康特拉。在1990年尼加拉瓜大选中，乔治·H·W·布什政府授权向康特拉提供4975万美元的非致命性援助。他们继续暗杀候选人、挑起战争，及散布传单来宣传反对党UNO（国家反对联盟），而UNO最终赢得了选举。之后不久，康特拉就结束了战斗。

### 1983年：格林纳达
1983年10月25日，美国与加勒比六国联军入侵格林纳达，代号“紧急狂暴行动”，成功推翻了古巴士兵支持的哈德逊·奥斯汀马克思主义政府。这场冲突的起因是格林纳达前领导人莫里斯·毕晓普被杀，以及一周前10月19日哈德逊成为该国领导人。联合国大会称美国入侵“公然违反国际法”，但在联合国安理会上的一项广受支持的类似决议被美国否决了。

### 1989－1994年：巴拿马
1979年，美国和巴拿马签署了结束巴拿马运河区的《巴拿马运河条约》，并承诺美国将在1999年后交出巴拿马运河。曼努埃尔·诺列加以独裁者的身份统治着巴拿马这个国家。他是美国的盟友，与他们一起对抗尼加拉瓜的桑地诺主义者和萨尔瓦多的萨帕塔民族解放军。但后来，由于他卷入了伊朗门事件，以及进行毒品交易，他跟美国的关系开始恶化。随着关系继续恶化，诺列加开始与东方集团结盟。这也让美国官员和埃利奥特·艾布拉姆斯等政府官员感到担忧，开始与里根争论，认为美国应该入侵巴拿马。但里根考虑到老布什与诺列加的关系决定推迟，因为时任中情局局长的老布什正在竞选总统；但在老布什当选后，他开始向诺列加施压。1989年巴拿马大选出现了违规行为，诺列加拒绝让反对派候选人上台。布什呼吁他尊重巴拿马人民的意愿。当时出现了针对诺列加的政变企图，并且在美国和巴拿马军队之间爆发了小规模冲突。诺列加还被美国指控犯有毒品罪。
1989年12月，美国入侵巴拿马，军事行动代号为“正义之师行动”（Operation Just Cause）。诺列加躲藏起来，但后来被美军俘虏。候任总统吉列尔莫·恩达拉宣誓就职。1990年1月，美国结束了正义之师行动，并开始了“促进自由行动”（Operation Promote Liberty），即占领该国并成立新政府，直到1994年才结束。

### 1989年：巴拉圭
美国从1954年到1989年支持阿尔弗雷多·斯特罗斯纳的独裁统治，但又支持了全国共和协会－红党“传统派”反对斯特罗斯纳的1989年巴拉圭政变。

### 1989年：菲律宾
1986年菲律宾人民力量革命后，科拉松·阿基诺当选为菲律宾总统。1986至1989年间，菲律宾一直发生小规模政变。
1989年12月，格雷戈里奥·霍纳桑与武装部队改革运动的其他军官发动了兵变。叛军占领了维拉莫尔空军基地、博尼法乔堡、桑利角海军基地和麦克坦-贝尼托埃布恩空军基地，关闭了尼诺伊·阿基诺国际机场，与政府军展开巷战。
科拉松·阿基诺向美国求援。美军派出了F-4幽靈II戰鬥機控制菲律宾领空，企业号和中途岛号航空母舰在菲律宾领海巡航，最终阻止了政变。